# Ravin

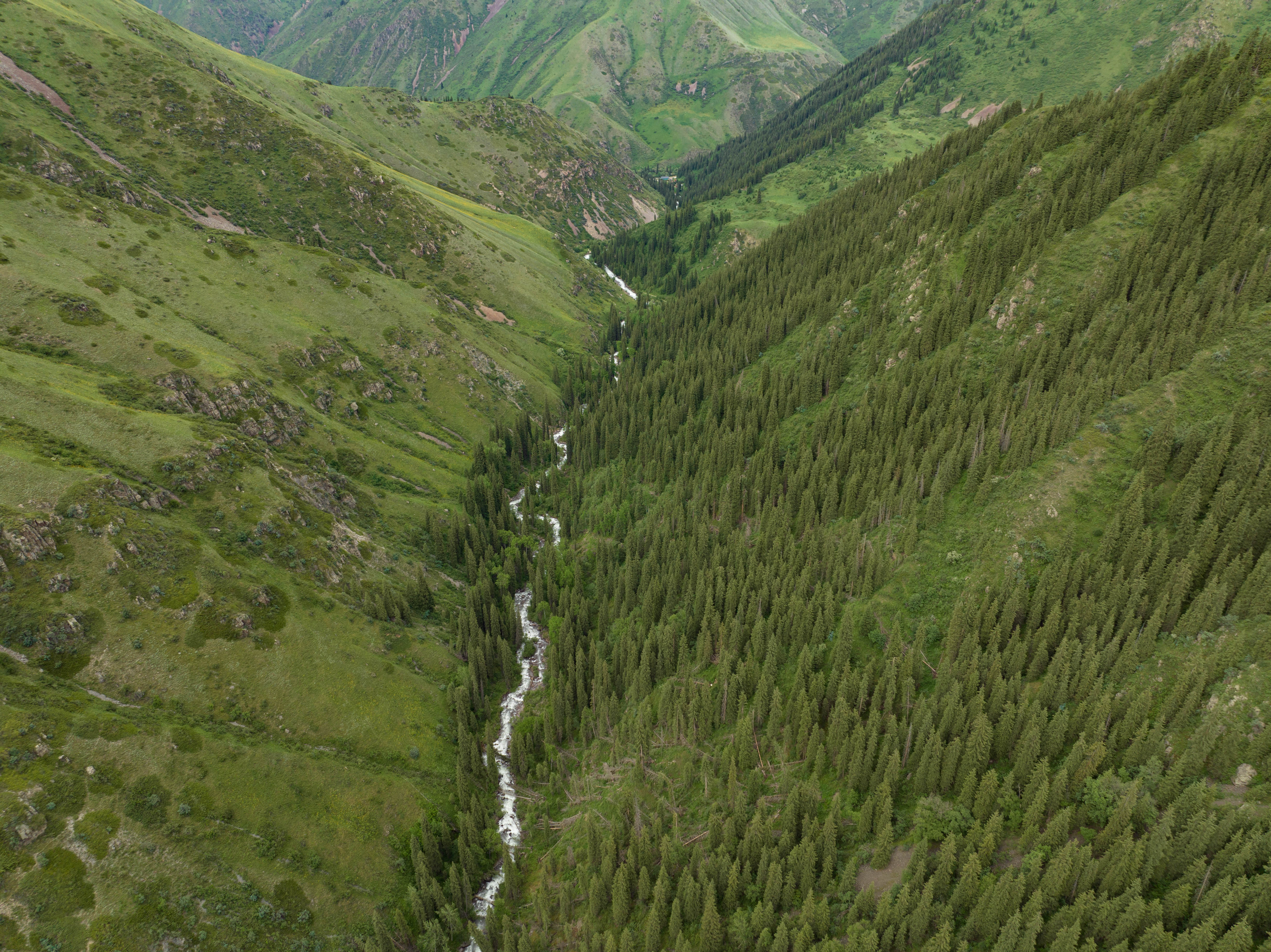
Photo avec vue en plongée de la forêt de pins de la sapinière de Chinturgen. District d'Enbekchikazakh, oblys d'Almaty, Kazakhstan.

Un ravin est une petite vallée constituée d'une dépression allongée, profonde et généralement étroite. 

## Formation
Il est le produit d'une érosion ; incision liée à la dynamique de ravinement des eaux. 
Un ravin est une forme de relief de pente, aux versants relativement raides (de l'ordre de 20 à 70 %). Ainsi, il est plus encaissé qu'une simple vallée mais moins qu'une gorge.

## Description
Le ravin peut ou non abriter un torrent actif s'écoulant le long du canal de pente depuis le bassin de réception à l'origine de sa formation. Le plus souvent ce cours d'eau se caractérise par un débit intermittent. Par conséquent, le ravin correspond le plus souvent au chenal d'écoulement, c'est-à-dire au deuxième des trois morphotypes spatiaux caractérisant un torrent.

Différents types de ravin
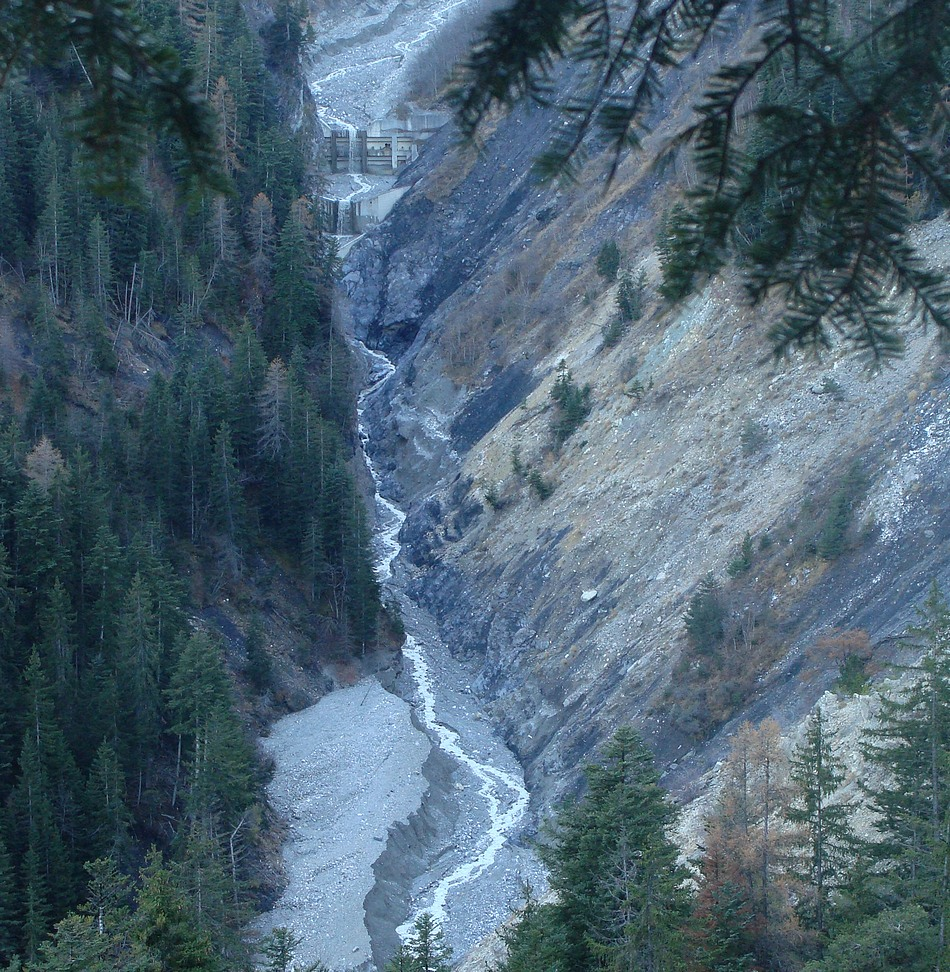
Le ravin du torrent de Bragousse, affluent du Boscodon (Hautes-Alpes)
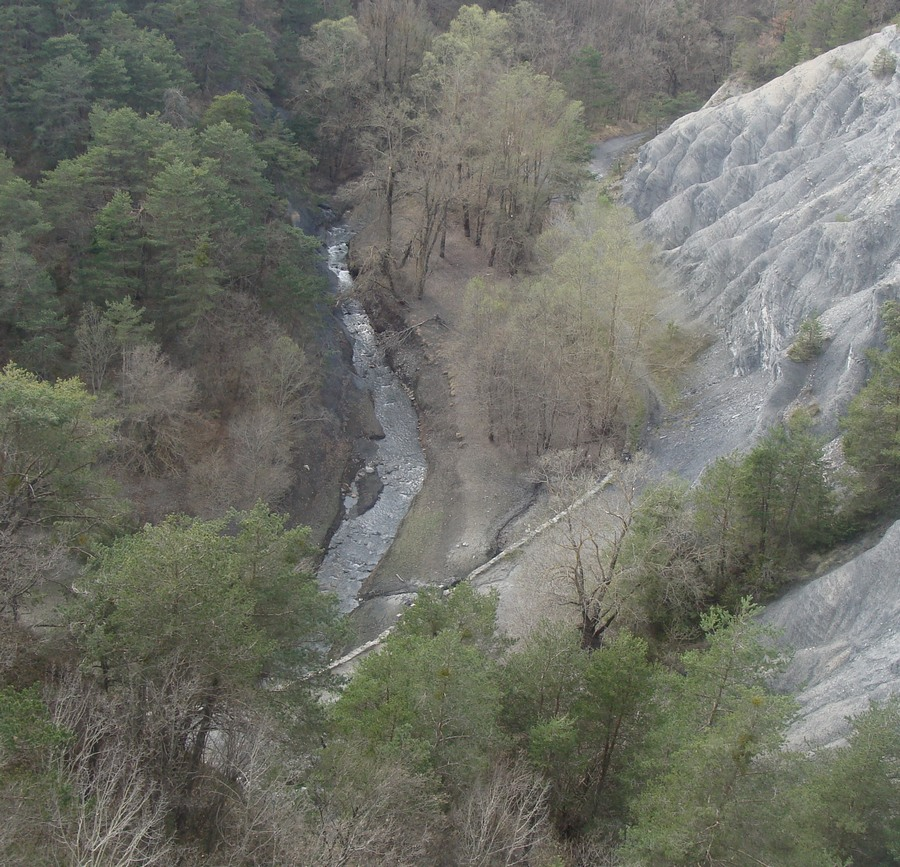
Le ravin et le torrent des Moulettes en amont de Chanteloube (Hautes-Alpes)